# Municipio de Heimdal
El municipio de Heimdal (en inglés: Heimdal Township) es un municipio ubicado en el condado de Wells en el estado estadounidense de Dakota del Norte. En el año 2010 tenía una población de 56 habitantes y una densidad poblacional de 0,6 personas por km².

## Geografía
El municipio de Heimdal se encuentra ubicado en las coordenadas 47°47′43″N 99°36′1″O / 47.79528, -99.60028. Según la Oficina del Censo de los Estados Unidos, el municipio tiene una superficie total de 93.19 km², de la cual 92,17 km² corresponden a tierra firme y (1,09 %) 1,02 km² es agua.

## Demografía
Según el censo de 2010, había 56 personas residiendo en el municipio de Heimdal. La densidad de población era de 0,6 hab./km². De los 56 habitantes, el municipio de Heimdal estaba compuesto por el 100 % blancos. Del total de la población el 0 % eran hispanos o latinos de cualquier raza.